# Лапчинский, Владимир Прохорович
Владимир Прохорович Лапчинский (10 января 1874 — после 1929) — историк, специалист в области геральдики и генеалогии, проректор Смоленского отделения Московского археологического института, организатор музейного и архивного дела в Смоленской губернии.

## Биография
Владимир Прохорович Лапчинский родился 10 января 1874 года в мещанской семье.
Учился в Демидовском юридическом лицее, однако полного курса не закончил.

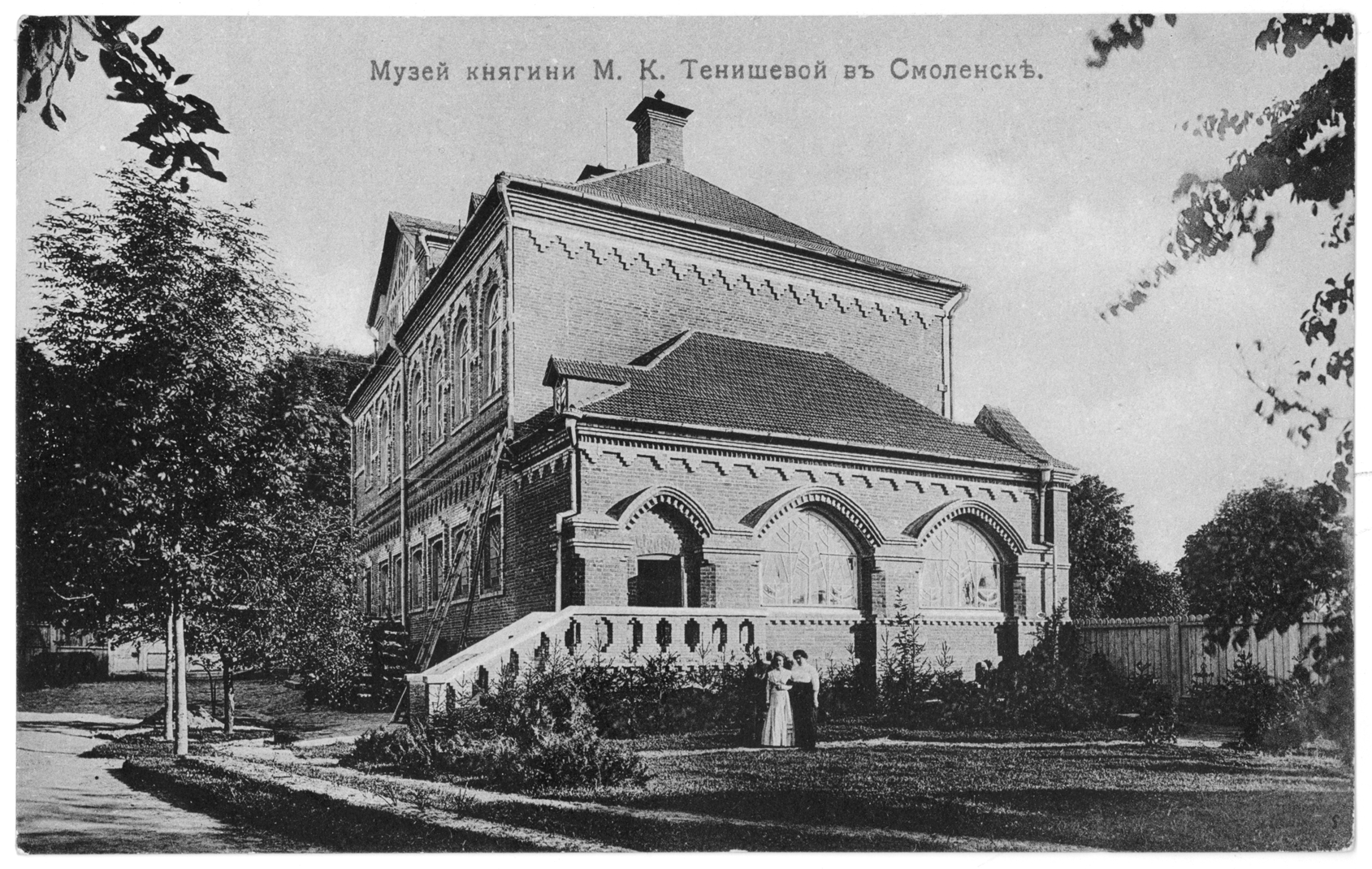
Музей «Русская старина» княгини М. К. Тенишевой в Смоленске. Помощник хранителя музея В. П. Лапчинский

С декабря 1902 года работал младшим штатным разъездным контролёром акцизных сборов в Бессарабской губернии, с 16 марта 1905 года — помощник секретаря Варшавского губернского акцизного управления.
В 1908 году стал почётным членом Смоленского губернского попечительства детских приютов.
7 ноября 1910 года Лапчинский стал действительным членом Смоленской губернской учёной архивной комиссии.
4 ноября 1912 года Советом императорского Московского археологического института, ученик профессора Ю. В. Арсеньева, вольнослушатель археологического института Владимир Прохорович Лапчинский был избран хранителем находившегося в ведении института Смоленского городского музея. Работу совмещал с выполнением функций помощника хранителя музея Марии Клавдиевны Тенишевой.
12 ноября 1912 года стал почётным членом археологического института. Защитил диссертацию «Польские геральдические эмблемы в русской геральдике», был награждён золотой медалью, удостоен звания «учёный архивист» и зачислен в действительные члены института.
В 1913 году Советом Археологического института избран и утверждён преподавателем по кафедре геральдики, а в 1914 году — по кафедре генеалогии. Был проректором Смоленского отделения института.
Награждён орденом Святого Станислава 3-й степени.
19 сентября 1918 года постановлением ОНО Западной Коммуны Лапчинский был назначен «наблюдающим за всеми архивами, музеями, археологическими коллекциями и отдельными предметами историко-археологического значения».
В декабре 1918 года был назначен уполномоченным по архивному делу Западной области (коммуны). В течение 10 лет являлся заведующим архивным управлением Смоленской губернии. 18 декабря 1926 года был понижен в должности до заместителя заведующего управления.
В 1927 году был избран в члены Центрального бюро краеведения.
1 февраля 1928 года уволен с работы. В мае 1929 года уехал в Кисловодск. Дальнейшая судьба неизвестна.

## Публикации
- Лачинский В. П. Польские геральдические эмблемы в русской геральдике в связи с историей некоторых дворянских родов в России. — М., 1913.
- Лачинский В. П. Некоторые данные о роде Лыкошиных // Смоленская старина. — Вып. 3, ч. 2. — Смоленск, 1916. — С. 1—4.